# 綠色旗升上天
《綠色旗升上天》，是民主進步黨的黨旗歌。由邱晨作曲，李敏勇作詞，邱垂貞演唱。該曲經常作為民進黨中央民代選舉的競選歌曲與街頭運動歌曲使用。
該曲會在民主進步黨全國黨員代表大會開幕時黨旗進場儀式時播放。

## 備註
1. ↑  本名邱憲榮

## 外部連結
- 邱垂貞Youtube頻道上的《綠色旗升上天》 （页面存档备份，存于）